# 大理鱲
大理裂腹魚，俗名大理弓魚、竿魚，為輻鰭魚綱鯉形目鯝科的其中一個種。被中國列入中國國家重點保護野生動物名錄中第二級的保護物種，IUCN則未做評估。

## 分布
本魚僅分布於中國雲南省大理白族自治州的洱海及其支流。

## 特徵
本魚體細長，呈略側扁的梭形。頭小，吻短。口端位，呈馬蹄形，口裂深，略傾斜。上下頷等長。下唇細窄，無銳利的角質邊緣，唇後溝中斷於下頷的會合處。演大，位於頭的前半部。鬚2對，極細小，頜鬚略長於吻鬚。體具細鱗，排列不整齊，鱗片的形狀不規則。胸鰭裸露無鱗。腹部僅在腹鰭基部有少數埋入皮下的鱗片。肛門至臀鰭兩側各有一列大鱗。魚體背部淺黃褐色，腹部灰白色。體長可達30公分。

## 生態
本魚4至5月為繁殖季節。繁殖期，成熟雌雄個體上溯到洱海上游的河流或地下水出口處，在流水中產卵。卵沉性，受精卵黏附於石礫、岩石等縫隙處的流水中孵化。大理裂腹魚以輻由動物為實，以枝角類、橈足類、昆蟲幼蟲次之。

## 學術、經濟價值
本魚是雲南洱海及其支流的特產經濟魚類，歷史上占洱海漁獲物組成60%。除本地鮮銷外，還加工成鹹魚乾外銷，享有盛名。在魚類區系研究上也有一定學術價值。

## 資源現況
1970年代起，由於捕撈強度過大以及在洱海下游建造水電站，使湖水水位日益下降，大理裂腹魚產卵洄游的通道被阻隔，使產卵親魚數量大幅度降低，因而目前資源以日益減少，瀕於枯竭。